# Espécie-tipo

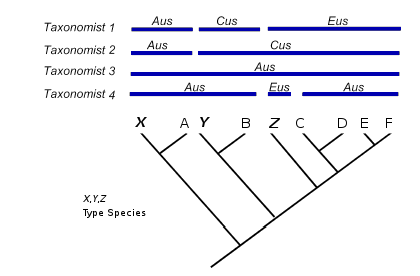
Representação diagramática de diferentes interpretações da nomenclatura duma espécie. Cada taxonomista tem uma diferente interpretação sobre a atribuição do género, mas a referência a uma espécie tipo mantém-se, e isso assegura uma comunicação precisa.

Espécie-tipo é a designação específica (nomen de uma espécie); é o nome da espécie com a qual o nome de um gênero ou subgênero é considerado permanentemente associado taxonomicamente, ou seja, a espécie que contém o espécime (ou espécimes) tipo biológico. Um conceito semelhante é usado para grupos supragenéricos e chamado de gênero-tipo.
Na nomenclatura botânica, esses termos não têm status formal sob o código de nomenclatura, mas às vezes são emprestados da nomenclatura zoológica. Em botânica, o tipo de nome de um gênero é um espécime (ou, raramente, uma ilustração) que também é o tipo de nome de uma espécie. O nome da espécie com esse tipo também pode ser referido como o tipo do nome do gênero. Nomes de gêneros e classes familiares, as várias subdivisões desses postos e alguns nomes de classificação mais alta baseados em nomes de gêneros, têm tais tipos.
Em bacteriologia, uma espécie-tipo é atribuída para cada gênero. Atualmente reconhecido como válido, todo gênero ou subgênero nomeado em zoologia é teoricamente associado a uma espécie-tipo. Na prática, no entanto, há um acúmulo de nomes não tipificados definidos em publicações mais antigas, quando não era necessário especificar um tipo.

## Uso em zoologia

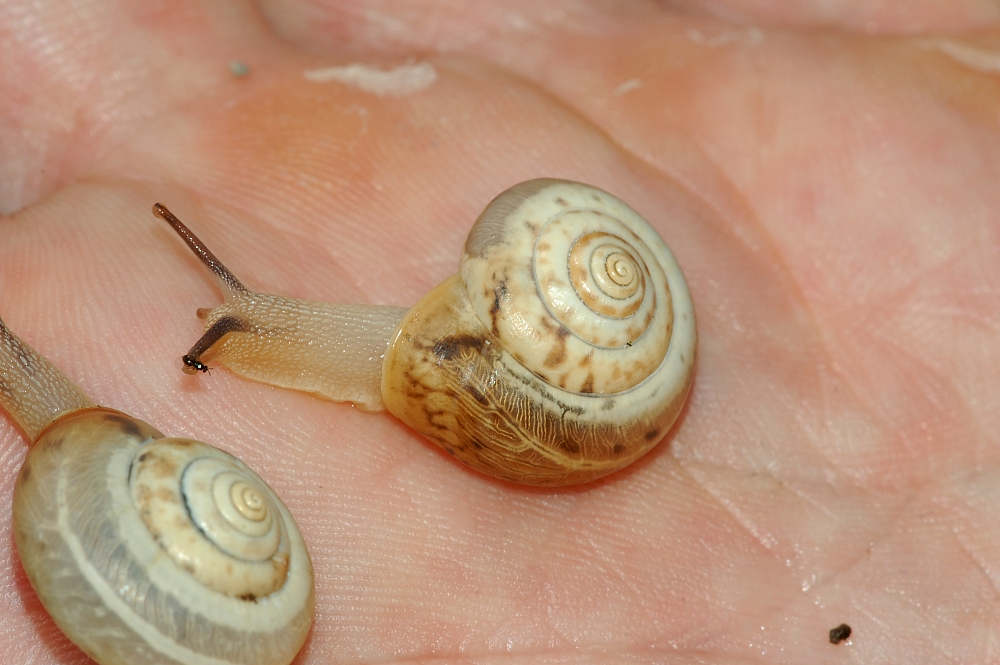
Monacha Cartusiana.

Uma espécie-tipo é um conceito e um sistema prático que é usado na classificação e nomenclatura (nomenclatura) de animais. A "espécie-tipo" representa a espécie de referência e, portanto, a "definição" para um determinado nome de gênero. Sempre que um táxon contendo várias espécies deve ser dividido em mais de um gênero, a espécie-tipo atribui automaticamente o nome do táxon original a um dos novos táxons resultantes, aquele que inclui a espécie-tipo.

O termo "espécie-tipo" é regulado na nomenclatura zoológica pelo artigo 42.3 do Código Internacional de Nomenclatura Zoológica, que define uma espécie-tipo como o tipo que dá nome ao nome de um gênero ou subgênero (um "nome de gênero-grupo"). No Glossário, as espécies-tipo são definidas como
A espécie nominal que é o tipo que dá nome a um gênero ou subgênero nominal. 
A espécie-tipo atribui permanentemente um nome formal (o nome genérico) a um género, fornecendo apenas uma espécie dentro desse género à qual o nome do género está permanentemente ligado (ou seja, o género deve incluir essa espécie se quiser ter o nome). O nome da espécie, por sua vez, é fixado, em teoria, a um espécime-tipo.
Por exemplo, a espécie-tipo para o gênero de caracóis terrestres Monacha é Helix cartusiana, o nome sob o qual a espécie foi descrita pela primeira vez, conhecida como Monacha cartusiana quando colocada no gênero Monacha. Este gênero é atualmente colocado dentro da família Hygromiidae. O gênero tipo para essa família é o gênero Hygromia.
O conceito de espécie-tipo em zoologia foi introduzido por Pierre André Latreille.

## Citação
O Código Internacional de Nomenclatura Zoológica estabelece que o nome original (binômio) da espécie-tipo deve ser sempre citado. Dá um exemplo no artigo 67.º, n.º 1. Astacus marinus Fabricius, 1775 foi mais tarde designada como espécie-tipo do gênero Homarus, dando-lhe o nome de Homarus marinus (Fabricius, 1775). No entanto, a espécie-tipo de Homarus deve sempre ser citada usando seu nome original, ou seja, Astacus marinus Fabricius, 1775, embora esse seja um sinônimo júnior de Cancer grammarius Linnaeus, 1758.
Embora o Código Internacional de Nomenclatura para algas, fungos e plantas não contenha a mesma declaração explícita, exemplos deixam claro que o nome original é usado, de modo que a "espécie-tipo" de um nome de gênero não precisa ter um nome dentro desse gênero. Assim, no artigo 10, Ex. 3, o tipo do nome do gênero Elodes é citado como o tipo do nome da espécie Hypericum aegypticum, não como o tipo do nome da espécie Elodes aegyptica (Elodes não é agora considerado distinto de Hypericum).